# Nyabessang
Nyabessang, aussi orthographié Nyabizan est un village du Cameroun situé dans la commune de Ma'an, département de la Vallée-du-Ntem, dans la région du Sud. Depuis le 7 juin 2019, SM MVE MENYE II en est le chef traditionnel. 

## Économie

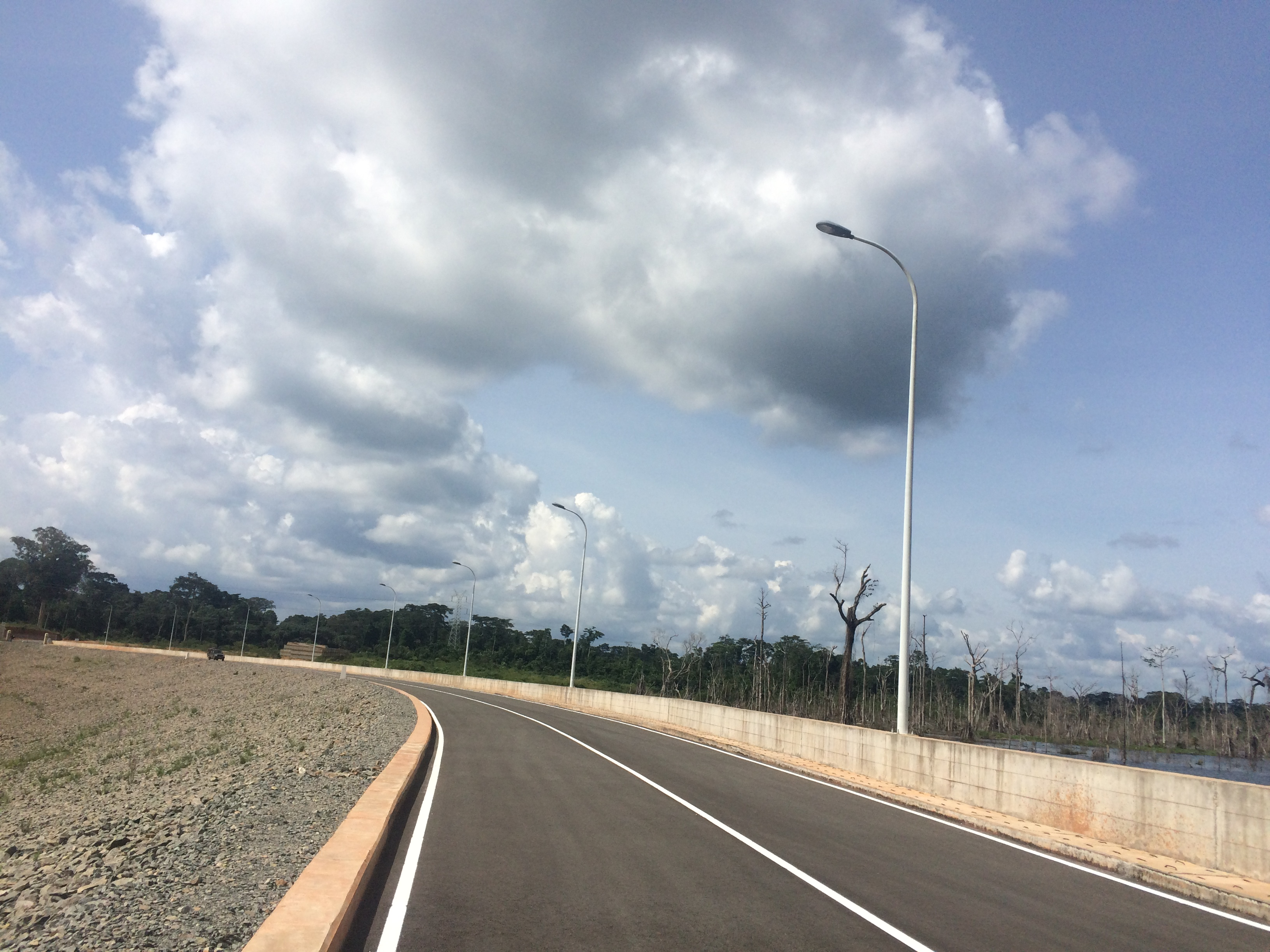
La route du barrage.

Choisi en juin 2012 pour accueillir le barrage hydroélectrique de Memve'ele, il a vu sa population passer en quelques mois de 200 à plus de 2 500 personnes dans des conditions controversées.

## Hydrologie
Le village est parcouru par trois cours d'eau : le fleuve Ntem, et ses chutes de Memve'ele, la Biwome et la Ndjo’o.  Il dispose de trois stations hydrologiques sur chacun de ces cours d'eau.